# قينرجة (طغامين)
قینرجة (بالفارسية: قینرجه) هي قرية تقع في إيران في قسم طغامین الريفي. يقدر عدد سكانها بـ 17 نسمة بحسب إحصاء 2016.